# Dipoena dorsata
Dipoena dorsata là một loài nhện trong họ Theridiidae.
Loài này thuộc chi Dipoena. Dipoena dorsata được miêu tả năm 1944 bởi Muma.